# Прокинувшись у Ріно
«Прокинувшись у Ріно» — кінофільм режисера Джордана Брейді, який вийшов на екрани у 2002 році.

## Зміст
Кенді і Лонні люблять один одного і регулярно вдаються до любовних утіх. Ось тільки все не так просто, як здається, — адже обидва вже перебувають у шлюбі. І тепер їм належить непросте випробування — подорож вчотирьох через всю країну на шоу монстртраков зі своїми дружинами. Природно, що подібна ситуація не може не породити низку кумедних моментів і курйозів.

## Ролі
| Актор             | Роль |
| ----------------- | ---- |
| Біллі Боб Торнтон | -    |
| Шарліз Терон      | -    |
| Патрік Суейзі     | -    |
| Наташа Річардсон  | -    |
| Холмс Осборн      | -    |
| Пенелопа Крус     | -    |
| Біллі О'Салліван  | -    |
| Галвин Чепман     | -    |
| Келсі Чепмен      | -    |
| Клео Кінг         | -    |
| Челсі Росс        | -    |

## Знімальна група
- Режисер — Ребекка Томас
- Сценарист — Ребекка Томас
- Продюсер — Джессіка Колдуелл, Річард Нейстадтер, Алехандро Де Леон
- Композитор — Ерік Колвін